# Veskitaguse
Veskitaguse is een plaats in de Estlandse gemeente Rae, provincie Harjumaa. De plaats heeft de status van dorp (Estisch: küla).

## Bevolking
Het dorp had 72 inwoners op 31 december 2011 en 90 inwoners op 31 december 2021.

## Ligging
Aan de westkant wordt het dorp begrensd door de rivier Pirita en over een korte afstand de Põhimaantee 2, de hoofdweg van Tallinn naar Tartu. Aan de overkant ligt Patika. Het Jägala-Piritakanaal komt op het grondgebied van het dorp uit op de Pirita.